# Муруроа

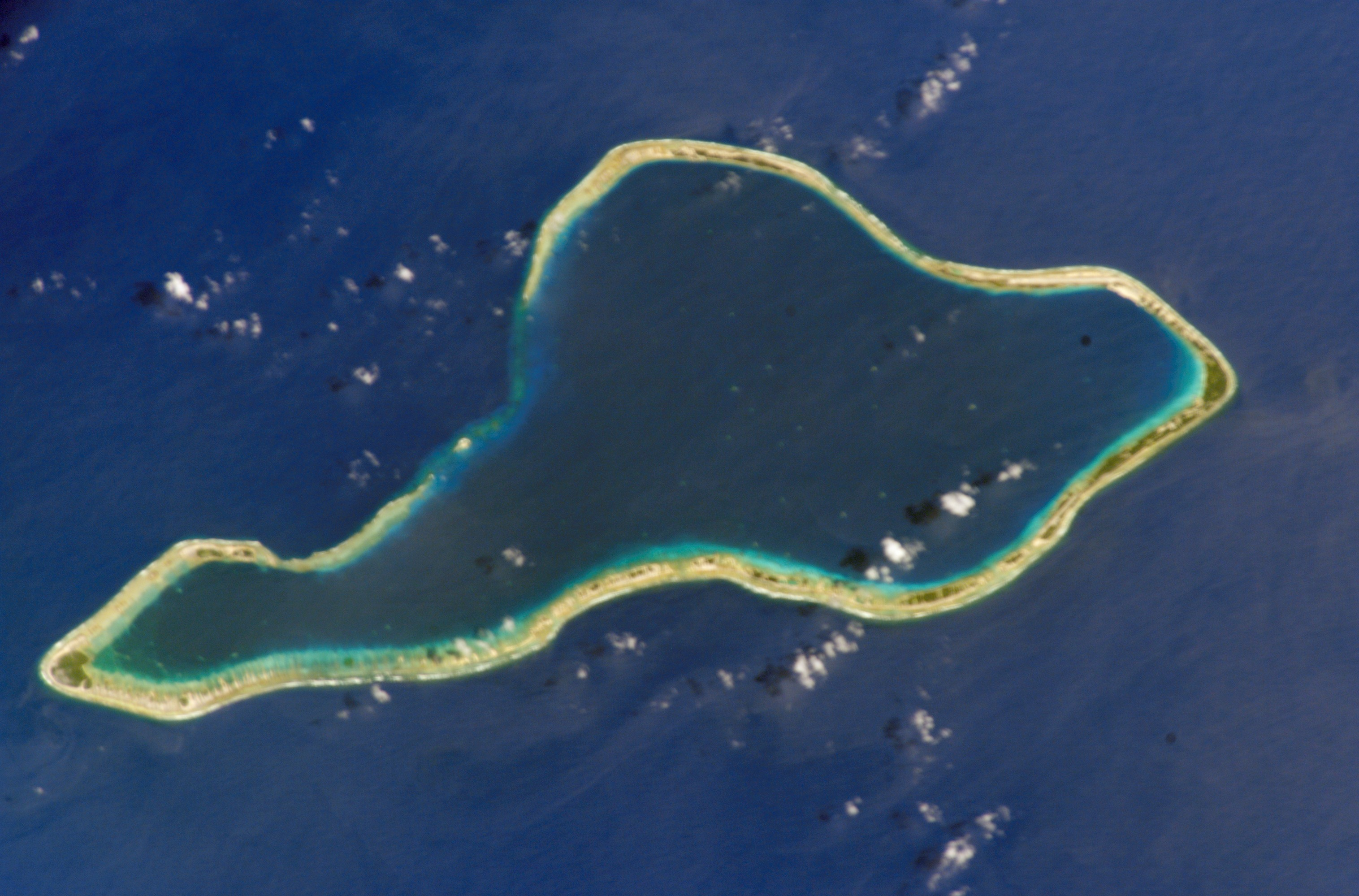
Муруроа, снимок из космоса

Муруро́а (фр. и таит. Moruroa) — атолл в южной части Тихого океана, ставший известным после 1966 как полигон ядерных испытаний Франции. Муруроа находится на юго-востоке архипелага Туамоту, относящегося к Французской Полинезии.

## Ядерные испытания
В период между 1966 и 1996 годами на Муруроа было проведено 181 ядерное испытание, что регулярно вызывало протесты по всему миру.
25 июля 1979 года испытания прошли на половине обычной глубины, поскольку устройство застряло во время спуска в 800 метровую шахту. В результате в подводной части атолла образовалась трещина шириной 40 см и протяжённостью несколько километров. Появилась опасность попадания радиоактивных веществ в океан. Франция до сих пор[когда?]

 не опубликовала данные о радиоактивном заражении в результате данного инцидента.
По состоянию на октябрь 2005 года, согласно президенту Французской Полинезии Оскару Темару посещение атолла запрещено в связи с высоким уровнем радиоактивного заражения. Атолл охраняется ВС Франции.

## География
Площадь острова — 15 км².

## Административное деление
Административно остров входит в состав коммуны Туреиа.

## Население
Постоянное население отсутствует. До прекращения ядерных испытаний имелось небольшое количество (не более 3000 человек) обслуживающего персонала, постоянно проживавшего на острове.